# Prats d'en Gai
Els Prats d'en Gai són uns prats inundables que poden arribar a abastar unes 9 hectàrees de terreny. El seu règim d'inundació és temporal, limitat als períodes més plujosos de l'any. Els Prats d'en Gai formen part també de l'espai de la Xarxa Natura 2000 ES5110007 "Riu i Estanys de Tordera".
De la vegetació en destaquen els fragments de freixeneda i d'omeda amb mill gruà (hàbitat d'interès comunitari 92A0 "Alberedes, salzedes i altres boscos de ribera") i de verneda (hàbitat d'interès comunitari prioritari 91E0* "Vernedes i altres boscos de ribera afins (Alno-Padion)"). També hi ha prats de dall (hàbitat d'interès comunitari 6510 "Prats de dall de terra baixa i de la muntanya mitjana (Arrhenatherion)"). Als prats de dall hi ha espècies com el càrex gran (Carex riparia) o la llengua de serp (Ophioglossum vulgatum). A la freixeneda cal destacar la presència de lliri groc.
Les principals amenaces que afecten aquest espai provenen de la transformació directa dels prats i boscos en terrenys agrícoles, de l'obertura de drenatges per tal de guanyar sòl agrícola i de la sobreexplotació dels aqüífers, que podria arribar a assecar les àrees inundables. El fet que la zona estigui travessada per la línia de ferrocarril determina també una alteració important del funcionament hidrològic de l'espai. La proximitat de la carretera GI-600, situada al nord de l'espai, també genera impactes importants (soroll, modificació del règim hidrològic, etc.).
Els Prats d'en Gai, juntament amb l'estany de can Raba, el braç esquerre de l'illa del riu Tordera, l'estany de la Júlia i l'estany de can Torrent constitueixen l'espai del PEIN «Estanys de Tordera». Aquestes zones conserven petits estanyols propis de les planes al·luvials del riu Tordera, que són el testimoni actual d'antigues zones humides que devien ocupar una major extensió a la vall baixa de la Tordera, en contacte amb el seu delta.